# Aichach
Aichach este un oraș din districtul Aichach-Friedberg, regiunea administrativă Șvabia, landul Bavaria, Germania.